# Enola (Arkansas)
Enola è un comune degli Stati Uniti d'America, situato in Arkansas, nella contea di Faulkner.